# Спільне робоче середовище
Спільне робоче середовище (англ. Collaborative working environment — CWE) — простір для забезпечення індивідуальної та спільної роботи людей у різних сферах. Дослідження CWE показують, що увага зосереджена на роботі організаційної, технічної та соціальної сфер.

## Передумови
Практика роботи у спільному середовищі виникла із традиційної та географічної парадигми спільного розміщення. У CWE професіонали працюють разом незалежно від їх локації, використовуюючи спільний простір для надання та обміну інформацією чи думками для досягнення спільного порозуміння. Такі практики дозволяють фахівцям різних галузей ефективно і результативно співпрацювати.

## Опис
Поняття спільного робочого середовища походить від ідеї віртуальних робочих просторів. Його поява сприяє поширенню традиційної концепції професіонала щодо залучення до роботи будь-якого працівника, який інтенсивно використовує середовища та засоби інформаційно-комунікаційних технологій (ІКТ). Першочергово, саме ІТ-спеціалісти ведуть спільну роботу за допомогою спільних робочих середовищ (CWE).
CWE стосується онлайн-співпраці (створення віртуальних команд, масового співробітництва), практики Інтернет-спільнот та принципів відкритих інновацій.
Елементами або послугами вважаються спільного робочого середовища є:
- Електронна пошта (e-mail);
- Миттєві повідомлення;
- Спільний доступ до програм (англ. application sharing);
- Відеоконференція;
- Спільна система управління документами;
- Управління завданнями та робочим процесом;
- Блоги, де публікації класифікуються за групами чи спільнотами тощо.

## Системи спільної роботи
Спільна робоча система (англ. Collaborative working system — CWS) — це організаційна одиниця, яка виникає в будь-який момент початку співпраці, незалежно від того, формальна вона чи неформальна, навмисна чи ненавмисна. Це ті системи, в яких докладаються свідомі зусилля для створення стратегій, політики та структур з метою інституціоналізації цінностей, поведінки та практики, що сприяють співпраці між різними сторонами з метою досягнення організаційних цілей. Високий рівень співпраці дозволить ефективніше працювати як на місцевому та щоденному рівнях, так і на глобальному та довгостроковому рівнях.
У більшості організацій співпраця відбувається природним шляхом, але неправильно визначена практика роботи може створити перешкоди для природної співпраці. Результатом є втрата часу і зниження якості прийнятих рішень. Добре розроблені спільні робочі системи не тільки долають ці бар'єри у спілкуванні, вони також встановлюють культуру співпраці, яка стає невід'ємною частиною структури організації.